# Treviso Foot-Ball Club 1993 1998-1999
Questa voce raccoglie le informazioni riguardanti il Treviso Foot-Ball Club 1993 nelle competizioni ufficiali della stagione 1998-1999.

## Stagione
Il Treviso nella stagione 1998-1999 affidato all'allenatore Gianfranco Bellotto ha partecipato al campionato di Serie B, la squadra ha iniziato il campionato in modo brillante, rimanendo nelle posizioni di vertice per tutto il girone di andata, chiuso al secondo posto con 38 punti alle spalle del Verona, primo con 40 punti, subendo una sola sconfitta (1-0) con il Genoa. Nel girone di ritorno ha avuto un netto calo di condizione, con un rendimento altalenante e dopo quattro sconfitte consecutive fra marzo e aprile, il Treviso è uscito dalla lotta per la promozione, chiudendo il torneo all'ottavo posto con 56 punti, a pari merito con il Brescia. Ma lasciando l'impressione di aver mancato una ghiotta occasione per salire nella massima categoria. Nella Coppa Italia la squadra biancoceleste è stata eliminata nel primo turno dal Cosenza, pareggiando (1-1) in trasferta e (2-2) in casa, gara questa terminata ai tempi supplementari.

## Divise e sponsor
Sponsor tecnico è stato Lotto, mentre lo sponsor ufficiale Segafredo Zanetti.
| Casa |

## Rosa
| N. |                     | Ruolo | Calciatore                |
| -- | ------------------- | ----- | ------------------------- |
| 1  | Italia (bandiera)   | P     | Alessandro Cesaretti      |
| 2  | Italia (bandiera)   | D     | Paolo Mestre              |
| 3  | Italia (bandiera)   | D     | Alessandro Orlando        |
| 4  | Italia (bandiera)   | D     | Giuseppe Di Bari          |
| 5  | Italia (bandiera)   | D     | Ezio Rossi                |
| 6  | Italia (bandiera)   | D     | Massimo Susic             |
| 7  | Italia (bandiera)   | A     | Flavio Fiorio             |
| 7  | Italia (bandiera)   | C     | Jacopo Colombo            |
| 8  | Italia (bandiera)   | C     | Diego Bonavina (capitano) |
| 9  | Italia (bandiera)   | A     | Luigi Beghetto            |
| 10 | Italia (bandiera)   | C     | Damiano Longhi            |
| 11 | Italia (bandiera)   | C     | Andrea Boscolo            |
| 11 | Italia (bandiera)   | A     | Emilio Belmonte           |
| 12 | Italia (bandiera)   | P     | Paolo Di Sarno            |
| 13 | Italia (bandiera)   | C     | Antonio Bellavista        |
| 14 | Svizzera (bandiera) | A     | Giuseppe Manfreda         |
| 14 | Italia (bandiera)   | D     | Alessandro De Bortoli     |

| N. |                   | Ruolo | Calciatore              |
| -- | ----------------- | ----- | ----------------------- |
| 15 | Italia (bandiera) | C     | Diego Bortoluzzi        |
| 16 | Italia (bandiera) | C     | Maurizio Rossi          |
| 17 | Italia (bandiera) | D     | Paolo Ardenghi          |
| 18 | Italia (bandiera) | C     | Alessandro De Poli      |
| 19 | Italia (bandiera) | A     | Fabio Moscelli          |
| 20 | Italia (bandiera) | A     | Roberto Ambrosini       |
| 21 | Italia (bandiera) | C     | Giovanni Bosi           |
| 22 | Italia (bandiera) | P     | Fabio Cossalter         |
| 23 | Italia (bandiera) | A     | Massimiliano Varricchio |
| 24 | Italia (bandiera) | D     | Luca Pinton             |
| 24 | Italia (bandiera) | C     | Christian Lantignotti   |
| 25 | Italia (bandiera) | C     | Luca Favero             |
| 26 | Italia (bandiera) | C     | Andrea Coletto          |
| 27 | Italia (bandiera) | D     | Cristian Adami          |
| 28 | Italia (bandiera) | D     | Cristian Campi          |
| 29 | Italia (bandiera) | D     | Davide Belotti          |
| 30 | Italia (bandiera) | P     | Massimo Marconato       |

## Risultati

### Campionato

#### Girone di andata
| Arbitro: | Rossi (Ciampino) |

|                    |           |  |
| De Poli 51’ (rig.) | Marcatori |  |

| Arbitro: | Paparesta (Bari) |

|                                   |           |                                             |
| Agostini 52’ (rig.) Comandini 62’ | Marcatori | 14’ (rig.), 38’ (rig.) De Poli 68’ M. Rossi |

| Arbitro: | Paparesta (Bari) |

|  |           |                |
|  | Marcatori | 91’ A. Orlando |

| Treviso 27 settembre 1998 4ª giornata | Treviso           | 0 – 0 | Verona | Stadio Omobono Tenni\| Arbitro: \| Guiducci (Arezzo) \| |
| Arbitro:                              | Guiducci (Arezzo) |       |        |                                                         |

| Monza 4 ottobre 1998 5ª giornata | Monza               | 0 – 0 | Treviso | Stadio Brianteo\| Arbitro: \| Strazzera (Trapani) \| |
| Arbitro:                         | Strazzera (Trapani) |       |         |                                                      |

| Arbitro: | Sirotti (Forlì) |

|                                      |           |                 |
| De Poli 27’ (rig.), 65’ Moscelli 83’ | Marcatori | 36’ Ghirardello |

| Arbitro: | Guiducci (Arezzo) |

|                 |           |              |
| C. Bellucci 10’ | Marcatori | 37’ M. Rossi |

| Arbitro: | Strazzera (Trapani) |

|                                                       |           |                       |
| L. Beghetto 23’ Adami 47’ A. Orlando 51’ M. Rossi 85’ | Marcatori | 7’, 69’ (rig.) Artico |

| Arbitro: | Branzoni (Pavia) |

|                 |           |  |
| Lantignotti 92’ | Marcatori |  |

| Arbitro: | Dagnello (Trieste) |

|             |           |                                            |
| Tudisco 23’ | Marcatori | 5’ M. Rossi 47’ Bortoluzzi 57’ L. Beghetto |

| Arbitro: | Rosetti (Torino) |

|                |           |                 |
| Bortoluzzi 44’ | Marcatori | 68’ (aut.) Bosi |

| Arbitro: | Paparesta (Bari) |

|                 |           |  |
| Bosi 82’ (aut.) | Marcatori |  |

| Arbitro: | Cardella (Torre del Greco) |

|                                                                           |           |                     |
| Varricchio 28’, 67’ M. Rossi 38’ Longhi 63’ (rig.) L. Beghetto 90’ (rig.) | Marcatori | 92’ (rig.) Moscardi |

| Arbitro: | Bertini (Arezzo) |

|  |           |                |
|  | Marcatori | 9’ L. Beghetto |

| Arbitro: | Nucini (Bergamo) |

|                        |           |             |
| L. Beghetto 93’ (rig.) | Marcatori | 10’ Miccoli |

| Torino 6 gennaio 1999 16ª giornata | Torino          | 0 – 0 | Treviso | Stadio delle Alpi\| Arbitro: \| Fausti (Milano) \| |
| Arbitro:                           | Fausti (Milano) |       |         |                                                    |

| Arbitro: | Castellani (Verona) |

|                                                |           |                                  |
| L. Beghetto 43’ A. Orlando 88’ Lantignotti 92’ | Marcatori | 39’ (aut.) Di Bari 54’ D'Aloisio |

| Arbitro: | Rosetti (Torino) |

|                                |           |                        |
| Caccia 15’ E. Rossi 45’ (aut.) | Marcatori | 21’ Adami 73’ M. Rossi |

| Arbitro: | Nucini (Bergamo) |

|             |           |            |
| De Poli 79’ | Marcatori | 92’ Sotgia |

#### Girone di ritorno
| Arbitro: | Branzoni (Pavia) |

|                                                    |           |                                    |
| D. Franceschini 25’ De Cesare 50’, 70’ (rig.), 77’ | Marcatori | 64’ M. Rossi 79’ (rig.) A. Orlando |

| Treviso 7 febbraio 1999 21ª giornata | Treviso          | 0 – 0 | Cesena | Stadio Omobono Tenni\| Arbitro: \| Bertini (Arezzo) \| |
| Arbitro:                             | Bertini (Arezzo) |       |        |                                                        |

| Arbitro: | Cardella (Torre del Greco) |

|                 |           |  |
| L. Beghetto 78’ | Marcatori |  |

| Arbitro: | Paparesta (Bari) |

|             |           |              |
| Brocchi 50’ | Marcatori | 55’ M. Rossi |

| Arbitro: | Castellani (Verona) |

|                                            |           |             |
| L. Beghetto 1’ Lantignotti 6’ Moscelli 63’ | Marcatori | 38’ Cordone |

| Arbitro: | Guiducci (Arezzo) |

|            |           |                       |
| Ungari 17’ | Marcatori | 76’ (rig.) A. Orlando |

| Arbitro: | Guiducci (Arezzo) |

|                |           |                 |
| Bortoluzzi 33’ | Marcatori | 27’ C. Bellucci |

| Arbitro: | Cardella (Torre del Greco) |

|                   |           |  |
| Artico 20’ (rig.) | Marcatori |  |

| Arbitro: | Bonfrisco (Monza) |

|                              |           |                 |
| Marino 29’ Hubner 67’ (rig.) | Marcatori | 53’ Lantignotti |

| Arbitro: | Cardella (Torre del Greco) |

|            |           |                                         |
| Di Bari 5’ | Marcatori | 13’ Tudisco 50’ Florijancic 79’ Corradi |

| Arbitro: | Bertini (Arezzo) |

|                               |           |                |
| N. Tarantino 31’ Matzuzzi 54’ | Marcatori | 82’ Varricchio |

| Arbitro: | Castellani (Verona) |

|                                 |           |  |
| L. Beghetto 20’ Lantignotti 67’ | Marcatori |  |

| Arbitro: | Sirotti (Forlì) |

|              |           |  |
| Moscardi 55’ | Marcatori |  |

| Arbitro: | Branzoni (Pavia) |

|                |           |  |
| Bortoluzzi 13’ | Marcatori |  |

| Arbitro: | Dagnello (Trieste) |

|                                          |           |                                  |
| Borgobello 18’ Buonocore 40’ Monetta 86’ | Marcatori | 11’ Bortoluzzi 54’ (rig.) Longhi |

| Treviso 23 maggio 1999 35ª giornata | Treviso             | 0 – 0 | Torino | Stadio Omobono Tenni\| Arbitro: \| Strazzera (Trapani) \| |
| Arbitro:                            | Strazzera (Trapani) |       |        |                                                           |

| Arbitro: | Serena (Bassano del Grappa) |

|                     |           |              |
| Protti 48’ Neri 87’ | Marcatori | 44’ Belmonte |

| Arbitro: | Bonfrisco (Monza) |

|              |           |                |
| Moscelli 59’ | Marcatori | 45+1’ Siviglia |

| Arbitro: | Pellegrino (Barcellona Pozzo di Gotto) |

|                                        |           |                               |
| Bertarelli 7’ Dell'Anno 62’ Meyong 66’ | Marcatori | 18’ Bellavista 90’ Varricchio |

### Coppa Italia
| Arbitro: | Pirrone (Messina) |

|                       |           |                |
| D. Toscano 31’ (rig.) | Marcatori | 88’ Varricchio |

| Arbitro: | Bazzoli (Merano) |

|                                 |           |                       |
| Bonavina 6’ De Poli 100’ (rig.) | Marcatori | 33’ Apa 109’ Di Sauro |